# Liste des compagnies aériennes en Afghanistan
Ceci est une liste des compagnies aériennes afghanes qui ont un Certificat de transporteur Aérien délivrés par le Ministère des Transports et de l'Aviation Civile Afghan
| Nom                    | Nom (en Dari)             | OACI | AITA | Indicatif | Image | Début |
| ---------------------- | ------------------------- | ---- | ---- | --------- | ----- | ----- |
| Ariana Afghan Airlines | د آریانا افغان هوایی شرکت | AFG  | FG   | ARIANA    |       | 1955  |
| Kam Air                | کام ایر                   | KMF  | RQ   | KAMGAR    |       | 2003  |

## Compagnies aériennes disparues[2]
| Nom                      | AITA | OACI | Indicatif    | Image | Début | Fin  |
| ------------------------ | ---- | ---- | ------------ | ----- | ----- | ---- |
| Aryana Airlines          | -    |      | -            |       | 1955  | 1956 |
| Bakhtar Afghan Airlines  | BJ   |      | -            |       | 1967  | 1985 |
| Bakhtar Alwatana         | FG   | FGA  | -            |       | 1985  | 1988 |
| Balkh Airlines           | -    | BHI  | -            |       | 1996  | 1997 |
| Bamiyan Airlines         | -    | BHI  | -            |       | 1997  | 1997 |
| Pamir Airways            | PM   | PIR  |              |       | 1995  | 2011 |
| Kabul Air                | -    | KBL  | -            |       | 2007  | 2011 |
| MarcoPolo Airways        | -    | MCP  | -            |       | 2003  | 2004 |
| Photros Air              | -    | KHP  | -            |       | 2006  | 2007 |
| Safi Airways             | 4Q   | SFW  | SAFI AIRWAYS |       | 2007  | 2016 |
| Afghan Jet International | HN   | AJA  | AFGHAN JET   |       | 2012  | 2016 |
| East Horizon Airlines    | EA   | EHN  |              |       | 2010  | 2018 |
| Khyber Afghan Airlines   | -    | KHY  | KHYBER       |       | 2001  | 2018 |